# 颱風貝碧嘉 (2024年)
颱風貝碧嘉（英語：Typhoon Bebinca，國際編號：2413，聯合颱風警報中心：WP142024，菲律賓大氣地球物理和天文管理局：Ferdie），是2024年太平洋颱風季的第13個被命名的風暴。「貝碧嘉」一名由澳門提供，是一種牛奶，為當地的特色甜品，可於澳門的葡國餐廳找到。
貝碧嘉以近巔峰強度登陸上海，根據中國國家氣象中心的資料及按照登陸時強度計算，貝碧嘉打破1949年颱風姬羅莉亞的紀錄，成為中國自1949年有紀錄以來，登陸上海的最強風暴，更是唯一一個以強颱風強度登陸上海的熱帶氣旋。僅過去三日，熱帶風暴普拉桑登陸上海，是有氣象記錄以來首次在三日內有兩股風暴登陸上海。惟其登陸後轉化成一個高空反氣旋，為華南帶來破紀錄熱浪。

## 發展過程
9月6日，一個熱帶擾動在馬紹爾群島附近海域生成，美國海軍研究實驗室給予擾動編號95W。
9月9日上午10時30分，聯合颱風警報中心將其評級提升為「高」，並對其發佈熱帶氣旋形成警報。晚上8時，日本氣象廳將其升格為熱帶低氣壓。
9月10日凌晨2時，日本氣象廳對其發布烈風警報。同時，台灣中央氣象署將其升格為熱帶低氣壓，給予編號TD14。上午8時，香港天文台將其升格為熱帶低氣壓。上午11時，聯合颱風警報中心將其升格為熱帶低氣壓，給予熱帶氣旋編號14W。晚上8時，日本氣象廳將其升格為熱帶風暴，給予國際編號2413，並命名「貝碧嘉」。同時，香港天文台將其升格為熱帶風暴，台灣中央氣象署將其升格為輕度颱風。
9月11日凌晨2時，聯合颱風警報中心將其升格為熱帶風暴。上午8時，聯合颱風警報中心將其降格為熱帶低氣壓。同時，日本氣象廳將其升格為強烈熱帶風暴。下午2時，聯合颱風警報中心再度將其升格為熱帶風暴。晚上8時，香港天文台將其升格為強烈熱帶風暴。
9月13日上午8時，日本氣象廳將其降格為熱帶風暴。
9月14日上午8時，日本氣象廳再度將其升格為強烈熱帶風暴。晚上8時，聯合颱風警報中心將其升格為颱風。
9月15日凌晨2時，日本氣象廳和香港天文台將其升格為颱風。同時，台灣中央氣象署將其升格為中度颱風。
9月16日上午7時半，中國國家氣象中心表示贝碧嘉已於上海市浦东新区临港新城沿海登陆，登陆时中心附近最大风力14级（42米/秒），打破1949年颱風姬羅莉亞的紀錄，成為中國自1949年以來，登陸上海時最強的風暴。下午2時，日本氣象廳和香港天文台將其降格為強烈熱帶風暴。同時，台灣中央氣象署將其降格為輕度颱風。
9月17日凌晨2時，香港天文台將其降格為熱帶風暴。上午8時，日本氣象廳和台灣中央氣象署將其降格為熱帶低氣壓。下午2時，香港天文台將其降格為熱帶低氣壓。
9月18日凌晨2時，香港天文台將其降格為低壓區。晚上8時，日本氣象廳在天氣圖上移除該系統。

## 影響

### 菲律賓
菲律賓大氣地球物理和天文服務管理局 表示，當風暴進入菲律宾责任区時，西南季風會發生，並在風暴離開菲律賓負責區域後持續。颱風貝碧嘉也會為菲律賓北部帶來豪雨。呂宋島其他地區和馬尼拉大都會也會有雷暴。暴風雨將強化為颱風，為菲律賓帶來暴洪。 1.5—3.5（1.6—3.8碼） 高的暴洪到巴拉望、西米沙鄢、內格羅島區、中米沙鄢、東米沙鄢、卡拉加、北棉蘭老、三寶顏半島和達沃區。由於風暴的緣故，小型水上交通工具（如 Motor bancas）被建議採取預防措施。安蒂克省因風暴疏散了 545 個家庭，全省各級學校也停課。該省為疏散人員提供食物包。台风贝碧嘉在菲律宾造成6人死亡、11人受伤，2人失踪，超过20万人受到灾害影响。貝碧嘉在菲律賓造成的經濟損失達10.9億披索（2213萬美元）。

### 中國大陸

9月16日，颱風貝碧嘉於上海登陸時的衛星影像

國家氣象中心發布之最高颱風預警信號： 颱風紅色預警信號

#### 浙江省
9月12日，浙江省防指启动海上防台风应急响应。13日12时，浙江省海上防台风应急响应调整为防台风Ⅳ级应急响应，18时再调整为Ⅲ级。14日18时，台风应急响应提升至Ⅱ级。15日14时，浙江海事局启动浙北海域Ⅰ级防台应急响应。受台风天气影响，浙江省内部分景区关闭，沿海客运航线全部停航。另外原定9月16日的东海海域开渔，也因台风天气延期。截至9月14日20时，浙江沿海所有客运航线均已停运，5.3万名海岛旅客已紧急撤离，沿海所有涉水工程项目全部停工，1396名施工作业人员完成撤离，4000余艘船舶回港避风。15日21时，浙江省防指将防台风应急响应提升至Ⅱ级，同时要求受影响严重地区视情提级响应，必要时采取“五停”措施。

#### 江苏省

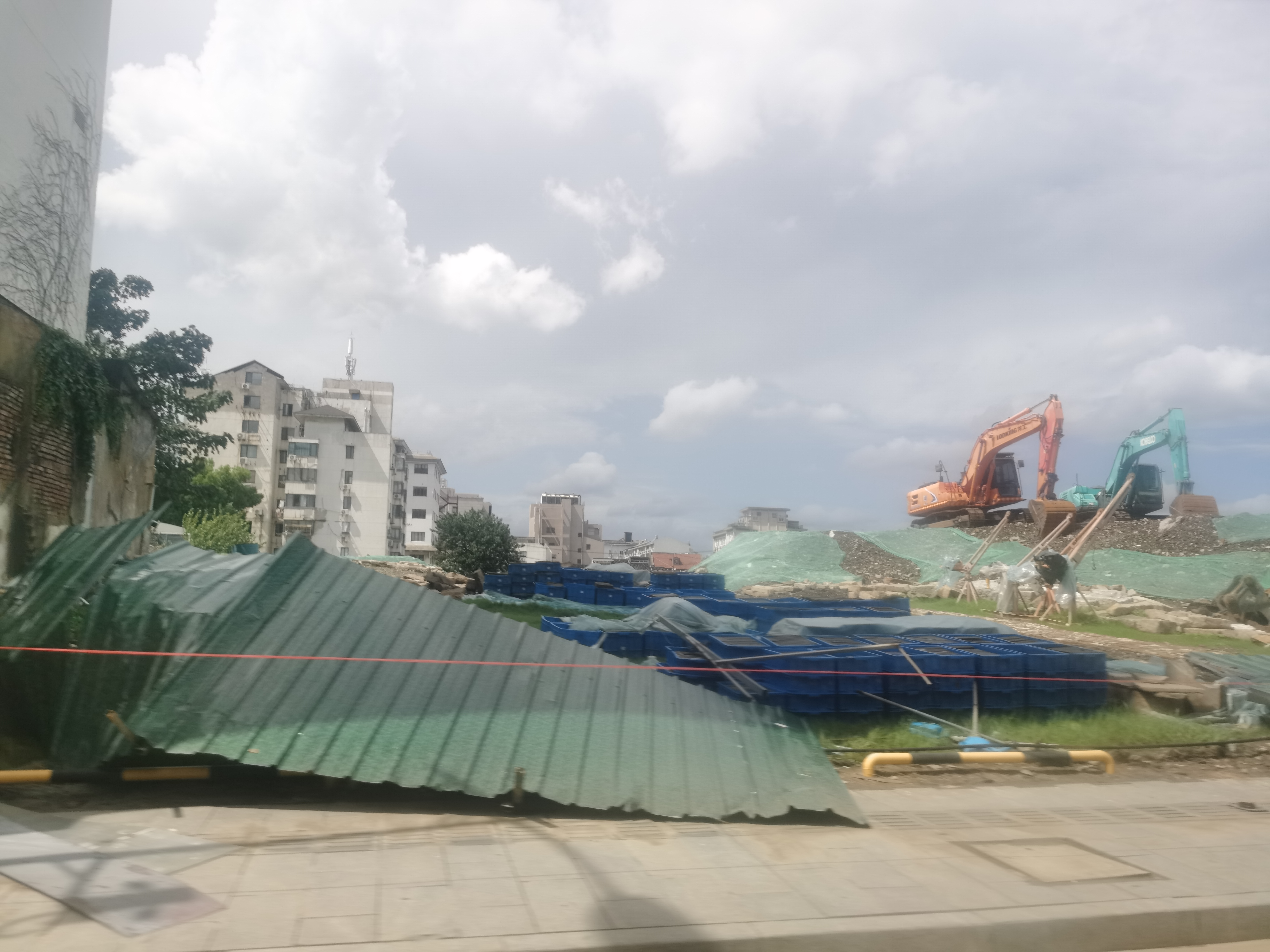
受貝碧嘉影响，苏州市姑苏区某工地围栏出现倒塌

江苏省氣象台發布之最高颱風預警信號： 颱風橙色預警信號
交通影响
受台风天气影响，江苏海事局于9月14日10时30分起启动防台风Ⅲ级响应，9月15日12时起所有渡船、旅游客船停运。苏州市自9月15日18时至16日取消所有客运班线、旅游包车，公交车于21时起暂停运行，全市所有通航水域20时起全面停航。全市外卖服务自9月16日1时起暂停，高速公路自2时30分起临时封闭。16日13时起，苏通大桥、沪苏通大桥、苏州湾大桥、阳澄湖大桥、太湖大桥以及苏州全市各快速路封闭。太湖（无锡）湖区封航，無錫境內的铁路、机场部分班次取消。常州公交于9月15日21时起停运，16日0时起高速、高架、地面道路采取交通管制。南京地铁高架段于9月16日12时后陆续停运；公交集团夜间线路于23时30分停运。
其它影响
江苏省教育厅发布通知，必要时采取果断停课、停止户外集体活动的措施。
汪苏泷“十万伏特”演唱会苏州站取消9月15日、16日的场次。
9月16日13时21分，江苏昆山周市镇萧林路和横泾路口10千伏线路受台风影响导线落地，导致途经此处的两名居民触电倒地，经抢救仍告不治。

#### 上海市

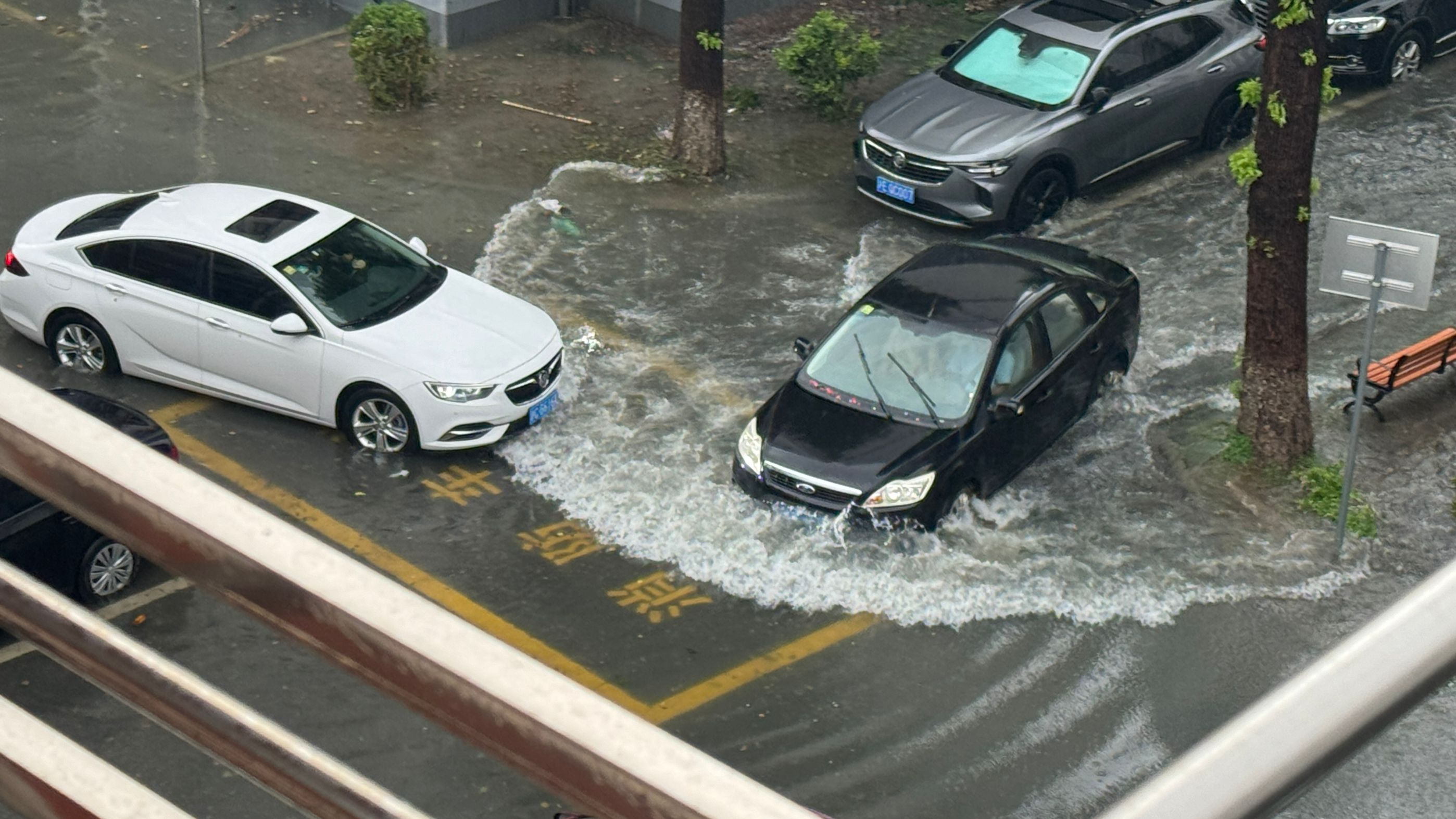
颱風贝碧嘉帶來的暴雨導致上海道路大量積水

上海中心氣象台發布之最高颱風預警信號： 颱風橙色預警信號
下列四区氣象台發布之最高颱風預警信號： 颱風紅色預警信號（浦东新区、奉贤区、金山区、崇明区）
受台风天气影响，上海迪士尼度假区内的上海迪士尼乐园、迪士尼小镇和星愿公园于9月15日17:00提前关闭，9月16日全天闭园。进出上海的部分航班和铁路列车取消。上海部分軌交線路停運。9月15日14时，上海市气象局将台风应急响应提升至Ⅰ级，沪陕高速上海长江大桥段、上海绕城高速（五洲大道至沪奉高速、牡丹江路至蕰川路）、沪奉高速（周浦收费站至上海绕城立交）、申嘉湖高速（浦东机场至嘉闵高架）、沪金高速（沈海高速立交至海湾收费站）、沪芦高速（申嘉湖高速立交至东海大桥收费站）、同济高架路全线自18时起开始交通管制，限速每小时60公里，禁止大型车辆行驶；20时起东海大桥、上海长江大桥封闭，其余高速限速每小时40公里，禁止大型车辆行驶；22时起全部实施封闭管控，应急车辆不在管制范围。上海其他高速公路、城市快速路及其他高架道路，黄浦江越江大桥亦实施临时限速管制，禁止大型车辆行驶。上海市公安、交管部门亦提醒市民台风期间非必要不外出。此外上海旅游节的两场花车巡展活动取消。截至9月16日0时，上海全市已转移安置41.4万余人，疏散避风船舶811艘次，其中崇明区全区避险转移人员9318人。9月15日20时起，浦东机场、虹桥机场所有航班取消。9月15日晚上22时，外卖平台集体停止服务，是上海首次因天气原因暂停外卖服务。9月16日1时起，上海市境内所有高速公路实施封闭管控。
9月16日上午7时30分，中国国家气象中心表示贝碧嘉已于上海市浦东新区临港新城沿海登陆，登陆时中心附近最大风力14级（42米/秒），上海市东部南部沿海地区出现大到暴雨，部分地区停电，街道绿化树木倒伏阻塞交通。
9月16日中午12时，台风“贝碧嘉”中心离开上海市，下午浦东机场、虹桥机场逐步恢复通行，地铁部分线路逐步恢复运营。9月16日下午14时，各大外卖平台陆续恢复外卖服务。16:30起，轮渡航线逐步复航。18:20起，上海地铁全线恢复运营。截止9月16日12时，上海市暂无人员死亡报告，有1人受傷。

#### 安徽省
安徽省氣象台發布之最高颱風預警信號： 颱風黃色預警信號

#### 河南省
由于貝碧嘉进入河南后将出现强烈的风雨天气，开封市、新乡市中小学幼儿园于9月18日停课一天。

### 日本
當地發布之最高風力警報：暴风警报
鹿兒島縣奄美市有约7,240户家庭停电。

### 其他地區
當風暴經過太平洋時，關島受到影響，導致全境發布風暴警報。風暴經過領土後，關島政府宣布進入三級戒備狀態，這是一個小警告，讓人們可以上班，不會影響企業和領地政府。

## 熱帶氣旋警告使用紀錄

### 中國大陸
| 国家气象中心 颱風預警信號 | 国家气象中心 颱風預警信號 | 国家气象中心 颱風預警信號     |
| ------------------------- | ------------------------- | ----------------------------- |
| 上一熱帶氣旋              | 颱風藍色預警信號          | 下一熱帶氣旋                  |
| 超強颱風摩羯              | 颱風藍色預警信號          | 熱帶低氣壓                    |
| 超強颱風摩羯              | 颱風黃色預警信號          | 強熱帶風暴普拉桑 熱帶風暴蘇力 |
| 超強颱風摩羯              | 颱風橙色預警信號          | 超強颱風山陀兒                |
| 超強颱風摩羯              | 颱風紅色預警信號          |                               |

## 外部連結
| 太平洋颱風季             |
| 主題頁 - 專題 - 編輯指南 |

- （日語）日本氣象廳首頁 （页面存档备份，存于）
- （英文）聯合颱風警報中心首頁 （页面存档备份，存于）
- （简体中文）中國國家氣象中心首頁 （页面存档备份，存于）
- （繁體中文）臺灣中央氣象署首頁 （页面存档备份，存于）
- （繁體中文）香港天文台首頁 （页面存档备份，存于）
- （繁體中文）澳門地球物理氣象局首頁 （页面存档备份，存于）
- （英文）菲律賓大氣地球物理和天文管理局 惡劣天氣公告 （页面存档备份，存于）